# Кадакин, Александр Михайлович
Алекса́ндр Миха́йлович Када́кин (22 июля 1949, Кишинёв, Молдавская ССР, СССР — 26 января 2017, Нью-Дели, Индия) — советский и российский дипломат. Чрезвычайный и полномочный посол (1994), посол России в Индии (1999—2004 и 2009—2017). Заслуженный работник дипломатической службы Российской Федерации (2004).

## Дипломатическая карьера
В 1972 году с красным дипломом окончил Московский государственный институт международных отношений и поступил на дипломатическую службу.
- В 1972—1978 годах — атташе, третий секретарь посольства СССР в Индии.
- В 1978—1983 годах — второй, первый секретарь, советник секретариата первого заместителя министра иностранных дел СССР.
- В 1983—1989 годах — помощник, старший помощник первого заместителя министра иностранных дел СССР.
- В 1989—1991 годах — советник-посланник посольства СССР в Индии,
- июнь—сентябрь 1991 года — первый заместитель начальника Общего секретариата МИД СССР.
- В 1991—1993 годах — советник-посланник посольства СССР, России в Индии.
- С 31 декабря 1992 по 1 сентября 1997 года — чрезвычайный и полномочный посол Российской Федерации в Непале[3][4].
- В 1997—1999 годах — директор Департамента лингвистического обеспечения, член Коллегии МИД России.
- С 15 ноября 1999 по 29 июля 2004 года — чрезвычайный и полномочный посол Российской Федерации в Республике Индия[5][6].
- В 2004—2005 годах — посол по особым поручениям МИД, секретарь Совета глав субъектов Российской Федерации при МИД России.
- С 5 августа 2005 по 4 сентября 2009 года — чрезвычайный и полномочный посол Российской Федерации в Королевстве Швеция[7][8].
- С 27 октября 2009 по 25 января 2017 года — чрезвычайный и полномочный посол Российской Федерации в Республике Индия[9].

Скончался в Нью-Дели после непродолжительной болезни. Похоронен в Москве на Кунцевском кладбище (участок 12) рядом с матерью.
Одна из улиц Нью-Дели носит имя Александра Кадакина.

## Научная деятельность
Опубликовал более 50 статей в газетах и научных журналах в России, Индии и Швеции.
Автор ряда книг. Занимался переводами с английского и хинди. Владел хинди, английским, урду, французским и румынским языками.

## Общественная деятельность
Был членом попечительского совета Международного мемориального треста Рерихов, членом правления общественной организации «Международный центр Рерихов», неоднократно участвовал в мероприятиях движения Рерихов, а также содействовал проведению мероприятий движения, печатался в официальных рериховских изданиях, получал лестные отзывы и награды от Международного центра Рерихов.
Отредактировал и подготовил к изданию рукописи дневников К. Н. Рябинина (врача Центрально-Азиатской экспедиции Николая Рериха) «Развенчанный Тибет».

## Дипломатический ранг
- Чрезвычайный и полномочный посланник 1 класса (3 июля 1991)[21].
- Чрезвычайный и полномочный посол (24 января 1994)[22].

## Награды и звания

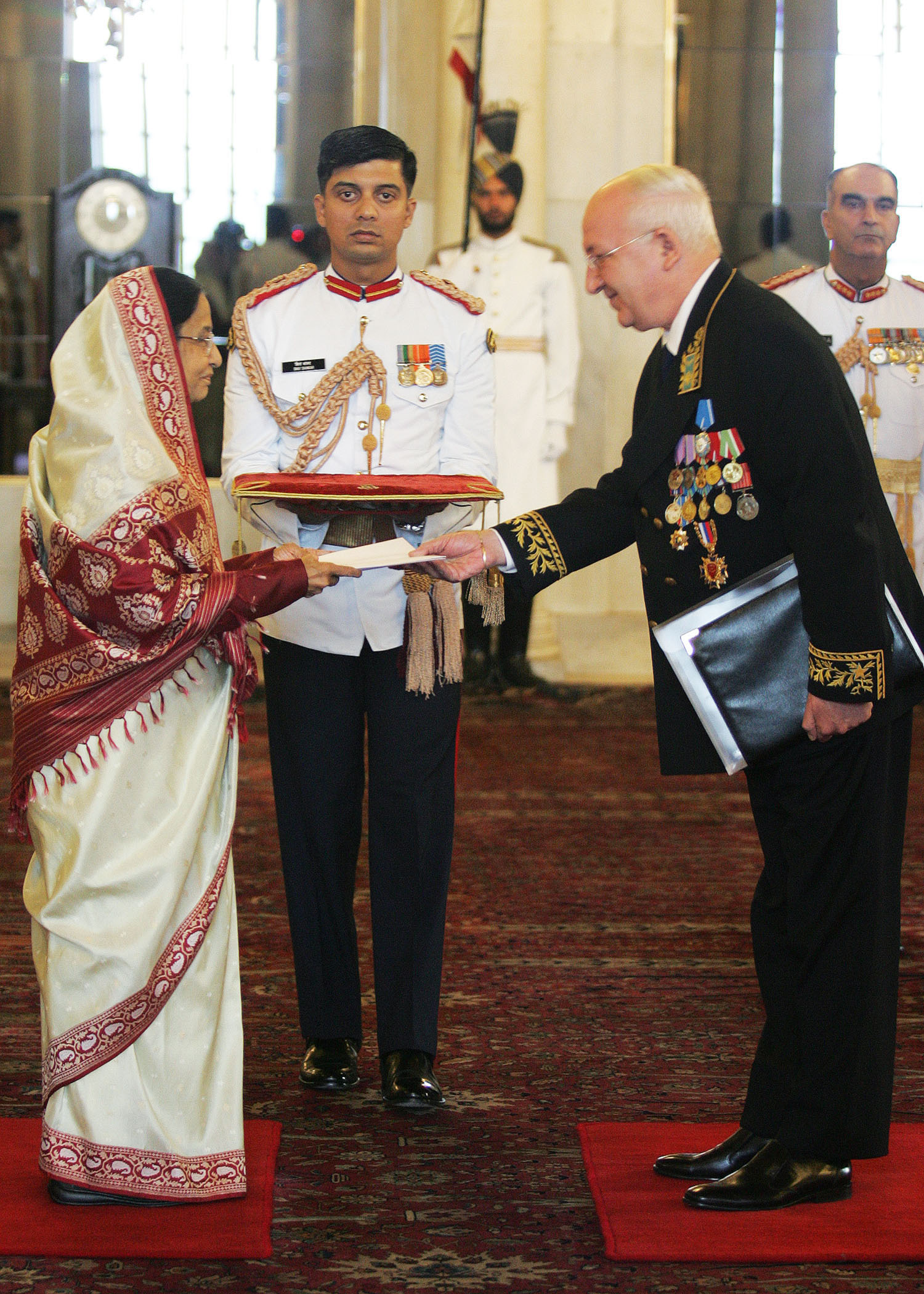
Президент Индии Пратибха Патил принимает верительные грамоты у А. М. Кадакина (20 ноября 2009)

- Заслуженный работник дипломатической службы Российской Федерации (22 марта 2004) — за большой вклад в разработку и реализацию внешнеполитического курса Российской Федерации[23].
- Орден Почёта (2 февраля 2009) — за большой вклад в реализацию внешнеполитического курса Российской Федерации, многолетнюю безупречную дипломатическую службу[24].
- Орден Дружбы (29 сентября 2014) — за большой вклад в реализацию внешнеполитического курса Российской Федерации и многолетнюю добросовестную работу[25].
- Падма бхушан (20 марта 2018, посмертно)